# Parque Audiovisual de Brasília
O Parque Audiovisual de Brasília é um projeto do Governo do Distrito Federal idealizado em setembro de 2017 para a criação de um espaço para fomentar a cultura de Brasília e região. Será localizado no Setor de Clubes Esportivos Sul Trecho 3.
Na sua proposta, inclui-se a construção de um espaço de aproximadamente 147 mil metros quadrados, abrigando estúdios, salas de cinema e núcleos de animação e de efeitos especiais. Foi pensado para substituir o Polo de Cinema e Vídeo Grande Otelo, localizado em Sobradinho, que não é utilizado há vários anos e que estava localizado em uma área de difícil acesso e infraestrutura precária.
Em 2019, o projeto voltou a ser debatido pelo então governador do Distrito Federal, Ibaneis Rocha.